# Conte occitan en Lot-et-Garonne
Le conte occitan en Lot-et-Garonne est une pratique traditionnelle consistant en la lecture publique du conte en langue occitane dans le département de Lot-et-Garonne, en région Nouvelle-Aquitaine. 
La pratique du conte occitan dans le département de Lot-et-Garonne est inscrite à l'Inventaire du patrimoine culturel immatériel en France, aux côtés de celle du conte occitan en Périgord.

## Historique
Il ne s’agit pas ici de simple lecture publique de contes, aussi bien universels que régionaux. À la lecture est souvent associé le théâtre. Or cette pratique associant conte facétieux et théâtre moderne en occitan est ancienne en Aquitaine. Ils s’inscrivent tous les deux dans le même système de parole publique (note : c’est ainsi que le démontre Patricia Heiniger-Castéret dans ses recherches en Gascogne). 
En outre, on ressent clairement l’influence félibréenne dans cet aspect de diffusion de la langue occitane. En effet, le Félibrige rassemble à la fin du XIXe siècle et au début du XXe siècle des écrivains engagés, tel Frédéric Mistral, dans un mouvement de renaissance de la langue d’Oc, sa sauvegarde et sa valorisation.

## La pratique du conte occitan en Lot-et-Garonne
En Lot-et-Garonne, la lecture et théâtralisation du conte d’expression occitane (ou bilingue occitan-français) en public a longtemps connu un grand succès comme dans le reste de la Gascogne. Cependant, c’est une pratique qui n’est pas passé loin de la disparition. Aujourd’hui, elle tente de renaître, notamment dans des contextes amateurs, plutôt ruraux, mais aussi professionnels. Elle reste malgré tout assez peu développée. 

## Les contes et leur mise en scène
Les contes concernés par cette pratique publique sont d'origine populaire. Ils sont pour certains universels, d’autres sont plutôt locaux. Ils ont toutefois dans la plupart des cas une orientation fantastique ou cocasse. En ce qui concerne le côté plutôt théâtral de la pratique, on relève la simplicité de l’expression. Il n’y a pas de mise en scène particulière. Quelques conteurs sont aujourd’hui plus actifs et populaires :
- Francis Mautord (alias Marcelou) aime interpréter le personnage de Padena (Robert Marti, un autre conteur occitan). Il représente le stéréotype d’un campagnard un peu idiot et naïf qui fait part de sa vie et de ses réflexions. À travers lui, le conteur peut se jouer de l’actualité et des préjugés. Francis Mautord fait également partie d’une troupe de théâtre, les Saltimbraques, qui se produit tous les ans à Saint-Eutrope-de-Born et aux alentours.

- Jean-Paul Pape ne fait lui pas partie d’une troupe, il est conteur en solo. L’actuel maire de Mazières-Naresse pratique également le conte facétieux et de benêt campagnard.

- Pierre Boissière se produit en solo. Il est partisan des contes sans thème particulier, avec tout de même une tendance fantastique. Il ne fait pas de mise en scène. En revanche, il utilise beaucoup les sons, mais issus d’instruments insolites fabriqué à partir d’une folle d’avoine, ou des bouts de bois (Batarèle). Il lui arrive d’utiliser aussi des instruments traditionnels, en particulier le tambourin à cordes.  Il utilise un répertoire issu des troubadours en chant et en danse.

- Marie-Odile Dumeaux est auteur de contes pour enfants et de contes inspirés de l’histoire locale. Ses textes sont en français et en occitan.

### Discographie
- Lo rascalon, Marie-Odile Dumeaux - Jean-Étienne Monier, Novembre 2003.
- Louisa Paulin, "Loisa Paulin, nis de pluma, nis de fuèlha". Spectacle de poésies et de contes de Loisa Paulin sur le thème des oiseaux pour publics scolaires cycles 1, 2 et 3. CD et dossier pédagogiques fournis en amont pour organiser la participation des élèves. Création 2008.

### Radiodiffusions
Animation d’émissions occitanes à Radio 4 (98.3 FM, Lot-et-Garonne) – depuis 1997 :
- « Parla papièr » : émission quotidienne,
- « Tant me’n diràs », émission hebdomadaire,
- « Passa a l’ombra » : émission quotidienne en été.